# Зашле
Зашле (мкд. Зашле) су насеље у Северној Македонији, у југозападном делу државе. Зашле припадају општини Демир Хисар.

## Географија
Насеље Зашле је смештено у југозападном делу Северне Македоније. Од најближег већег града, Битоља, насеље је удаљено 55 km северозападно.
Зашле се налазе у северном делу области Демир Хисар. Насеље је положено високо, у горњем делу тока Црне реке, на југозападним висовима Бушеве планине. Надморска висина насеља је приближно 1.220 метара.
Клима у насељу је планинска због знатне надморске висине.

## Становништво
По попису становништва из 2002. године Радово је имало 42 становника.
Претежно становништво у насељу су етнички Македонци (100%).
Већинска вероисповест у насељу је православље.